# Terina insulata
Terina insulata är en fjärilsart som beskrevs av Louis Beethoven Prout 1915. Terina insulata ingår i släktet Terina och familjen mätare. Inga underarter finns listade i Catalogue of Life.